# Violí bastó

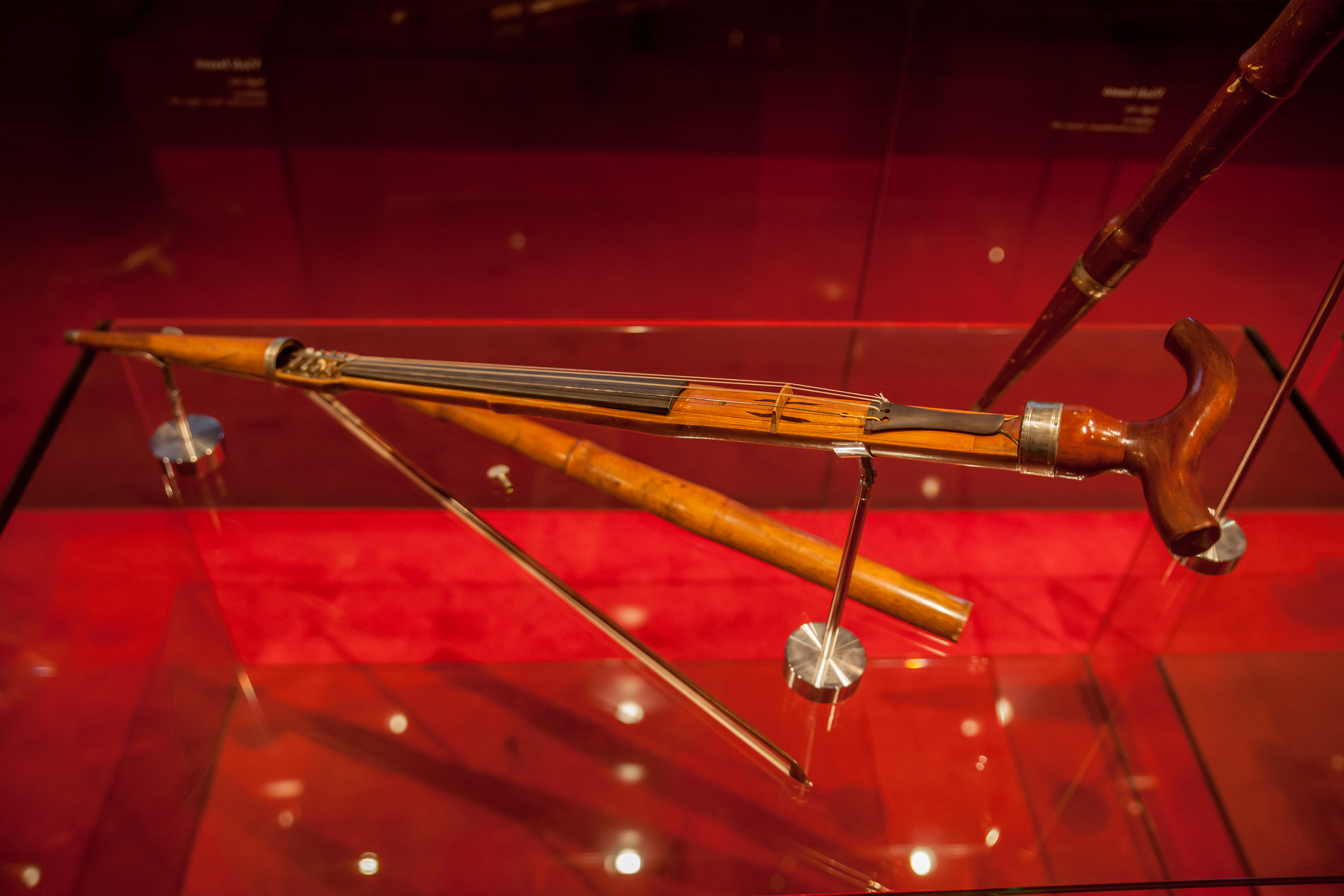
Violí bastó, fons del Museu de la Música de Barcelona

El violí bastó (en anglès walking-stick violin, en francès canne violon) és un violí amb forma de bastó en el que trobem la caixa de ressonància, el pont i les clavilles a la part frontal, sota una peça de fusta desmuntable.
Seguint el precedent d'armes, paraigües i altres objectes fusionats amb bastons, trobem també la fusió amb diversos instruments musicals, especialment el violí, el flageolet, la flauta i el clarinet, construïts d'aquesta manera.
El violí bastó, amb una part frontal de fusta extraïble i amb un diàmetre més gran de l'habitual, deixa al descobert el mànec, les cordes i el pont, amb una part que es descargola per extraure de dins el cos buit l'arquet, amb l'afinació típica d'un violí. Encara es va comercialitzar a Mittenwald (Alemanya) fins al segle xx.
Aquests instruments, amb una mida completa però gairebé sense caixa de ressonància, poques vegades oferien un so de qualitat, servien com a entreteniment a l'aire lliure, i eren emprats sobretot per mestres de dansa per a acompanyar les seves coreografies. La pràctica d'incorporar o fusionar instruments amb altres objectes es remunta al Renaixement, però no és fins al segle xix a Europa, durant el Romanticisme, que assoleix un cert èxit, amb l'augment de la riquesa i del temps d'oci, amb la possibilitat de delectar-se amb objectes d'un cert luxe però poc pràctics, amb la idea d'una moda nova de tocar música en espais naturals.